# 亚当·卢瑟福
亚当·卢瑟福（英語：Adam David Rutherford，1975年1月—）是一位英国遗传学家、作家和播客，伦敦大学学院教授，曾为《衛報》《自然》等期刊杂志撰稿，主要作品有《我们人类的基因：全人类的历史与未来》（A Brief History of Everyone Who Ever Lived: The Stories in Our Genes）、《遗传学》（Genetics）等。